# Nicholas Latifi
Nicholas Daniel Latifi (Montreal, Canadá; 29 de junio de 1995) es un piloto canadiense de automovilismo. En 2019 fue subcampeón del Campeonato de Fórmula 2 de la FIA y al año siguiente debutó en Fórmula 1 con el equipo Williams, donde compitió tres temporadas hasta 2022.

## Carrera

### Inicios
Latifi corrió en karting desde 2009 a 2012. Sus mejores resultados se dieron en Rotax, donde fue subcampeón nacional en la clase júnior y ganador de la Florida Winter Tour DD2.
En 2012 debutó en Fórmula 3 Italiana con una séptima posición en el campeonato y una victoria. Al año siguiente compitió en diferentes modalidades de Fórmula 3 con el equipo Carlin, logrando un podio en el campeonato británico como mejor resultado. También corrió en Toyota Racing Series.
En 2014, corrió subió a un podio en la serie europea con Prema. También debutó en la Fórmula Renault 3.5, consiguiendo otro podio.

### GP2 Series
En la temporada 2014, Latifi tuvo su primera participación en la GP2 Series, participando en la última ronda disputada en Yas Marina con el equipo Hilmer Motorsport El piloto no logró puntuar en ninguna de las dos carreras de la ronda.
En 2015 volvió a participar en unas pocas rondas de la categoría, esta vez junto a la escudería MP Motorsport. El piloto participó en 7 carreras, pero no pudo conseguir puntos.
Para 2016, el piloto participaría en su primera temporada completa, junto a la escudería DAMS. Consiguió un único podio, al finalizar en la segunda posición en la primera carrera de la temporada, pero pudo puntuar en solo tres de las otras 21 carreras restantes, finalizando así el campeonato de pilotos en decimosexta posición.

### Campeonato de Fórmula 2 de la FIA
En la primera temporada del Campeonato de Fórmula 2, categoría que reemplazó la GP2 Series, Latifi continuó con DAMS, para disputar otra temporada completa. Este año, Latifi consiguió un total de 9 podios, incluye una victoria, que lo dejaron colocado en la quinta posición al final de la temporada.
Por tercer año, Latifi se unió a DAMS para competir en la temporada 2018. Nuevamente obtuvo una sola victoria, en la carrera corta de la ronda de Spa-Francorchamps. Y logró dos podios adicionales, siendo tercero en la carrera corta de la ronda de Bakú, y segundo en la carrera larga de la ronda de Sochi.
Latifi participaría por tercer año consecutivo en la categoría, al unirse con DAMS por cuarto año consecutivo y participar en la temporada 2019. En la primera ronda, el piloto logró la victoria en la carrera larga, y un tercer lugar en la carrera corta. El piloto volvió a ganar en la carrera larga de la ronda de Bakú y en la carrera corta de la ronda de Barcelona. Luego de Le Castellet, el canadiense perdió la punta del campeonato con el neerlandés Nyck de Vries. Tras 6 rondas del campeonato, Latifi permanecía en la segunda posición del campeonato, a 37 puntos del líder. Luego de las rondas de Silverstone y de Budapest, achicó la brecha a 30, gracias a vencer en las dos carreras largas a de Vries.

### Fórmula 1

#### Piloto de pruebas y reserva (2016-2019)
Latifi se unió a Renault Sport Formula One Team en 2016 para ser piloto de pruebas. En 2017 continuó con el mismo rol.
En 2018 se unió a la escudería Force India Formula One Team, posteriormente renombrada a Racing Point Force India F1 Team, para ser piloto de pruebas y reserva. El canadiense condujo el Force India VJM11 en los primeros entrenamientos libres de Canadá, Alemania, Rusia, México y Brasil.
Para la temporada 2019, se unió a Williams como piloto reserva y participó en los entrenamientos libres de los Grandes Premios de Canadá, Francia, Bélgica, México y Estados Unidos.

#### Williams (2020-2022)
La escudería Williams confirmó a Latifi como piloto titular en la temporada 2020 en reemplazo de Robert Kubica, teniendo de compañero a George Russell. Ese año, el canadiense fue el único piloto de temporada completa en no sumar puntos. Su compañero sumó tres en una carrera con Mercedes, pero ninguno con Williams, por lo que el equipo quedó último en constructores con cero puntos. Latifi finalizó 11.º en tres carreras, como mejores resultados.

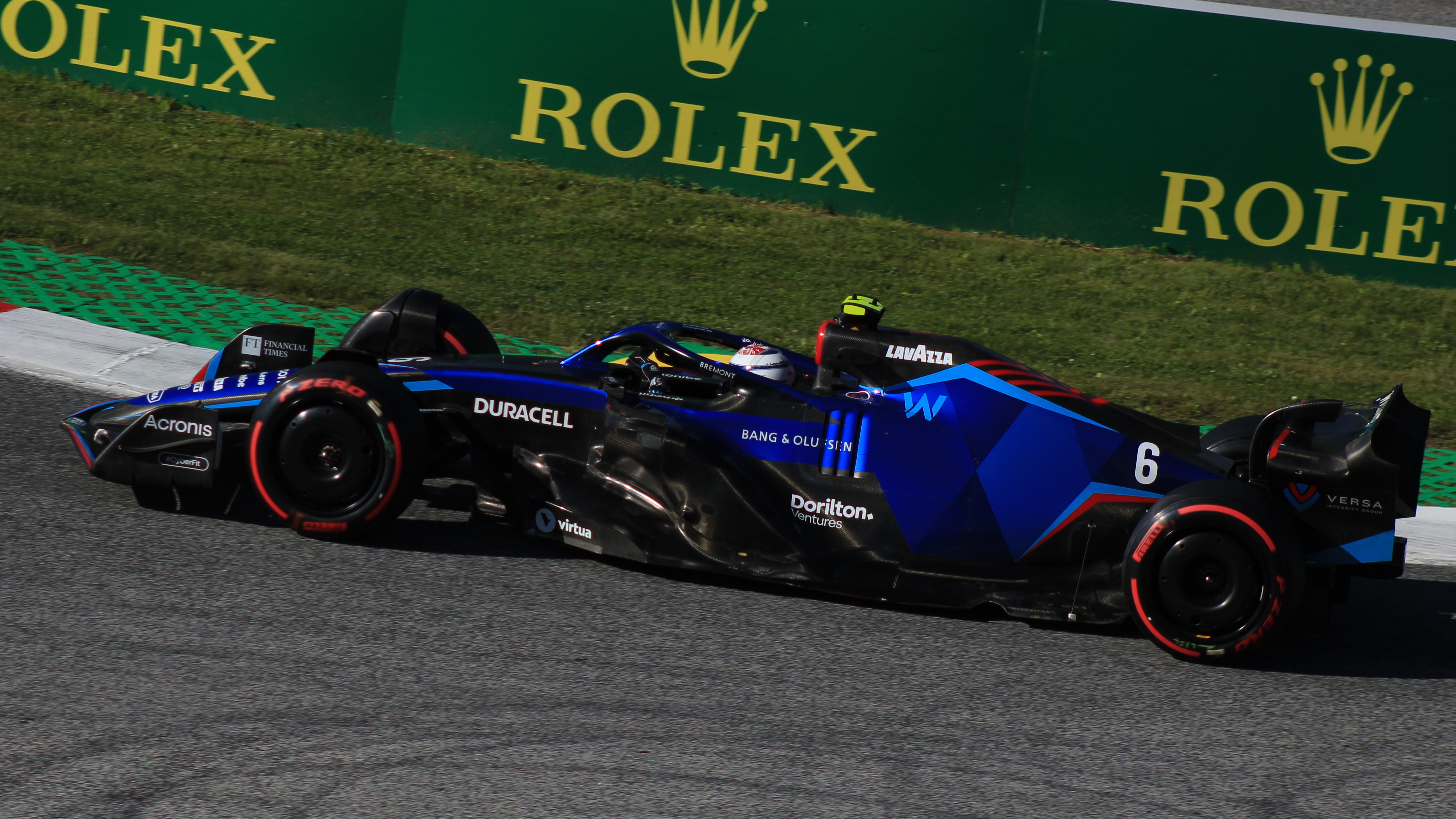
Latifi en el GP de Austria de 2022.

En 2021, logró sus primeros puntos en la F1 en el GP de Hungría, donde también Russell sumó por primera vez con Williams. Latifi fue séptimo, un puesto por delante del británico. Ambos sumaron nuevamente en la siguiente carrera en Bélgica, al terminar noveno y segundo, respectivamente. En la última carrera de la temporada de 2021, un accidente de Lafiti a seis vueltas del final propició un auto de seguridad que a la postre dio el triunfo a Max Verstappen en el Gran Premio y en el campeonato frente a Lewis Hamilton. La gran controversia del hecho generó que el canadiense sea víctima de múltiples acusaciones y agravios en redes sociales.
Latifi se quedó con Williams durante la temporada 2022, junto con un nuevo compañero de equipo, el expiloto de Red Bull Alex Albon. Sumó puntos en una sola ocasión, en el GP de Japón, donde finalizó noveno. Semanas antes se había oficializado que dejaría al equipo al finalizar la temporada.

## Vida personal
Latifi nació en Montreal y creció en North York, Toronto. Es hijo de Michael Latifi, un empresario iraní-canadiense, director ejecutivo de Sofina Foods Inc. y también es propietario de la empresa Nidala en las Islas Vírgenes Británicas. Su madre, Marilena Latifi, es de origen ítalo-canadiense, integrante de la familia Saputo, la cual fundó la empresa láctea Saputo Inc.. Nicholas tiene tres hermanos: Soph, Michael Jr. y Matthew.
En julio de 2023, Latifi anunció que se tomaba un «descanso» de las carreras y que cursaría una Maestría en Administración de Empresas.

## Resumen de carrera
| Temporada | Categoría                                 | Equipo                           | Carreras          | Victorias         | Poles             | VR                | Podios            | Puntos            | Pos.              |
| --------- | ----------------------------------------- | -------------------------------- | ----------------- | ----------------- | ----------------- | ----------------- | ----------------- | ----------------- | ----------------- |
| 2012      | Campeonato de Italia de Fórmula 3         | BVM                              | 24                | 1                 | 0                 | 2                 | 4                 | 117               | 7.º               |
| 2012      | Continental Tire SportsCar Challenge      | Rehagen Racing                   | 1                 | 0                 | 0                 | 0                 | 0                 | 2                 | 84.º              |
| 2013      | Campeonato Europeo de Fórmula 3 de la FIA | Carlin                           | 30                | 0                 | 0                 | 0                 | 0                 | 45                | 15.º              |
| 2013      | Fórmula 3 Británica                       | Carlin                           | 11                | 0                 | 2                 | 1                 | 1                 | 97                | 5.º               |
| 2013      | Masters de Fórmula 3                      | Carlin                           | 1                 | 0                 | 0                 | 0                 | 0                 | 0                 | 7.º               |
| 2013      | Toyota Racing Series                      | Giles Motorsport                 | 15                | 0                 | 0                 | 0                 | 0                 | 503               | 9.º               |
| 2014      | Campeonato Europeo de Fórmula 3 de la FIA | Prema Powerteam                  | 30                | 0                 | 0                 | 0                 | 1                 | 128               | 10.º              |
| 2014      | Copa Porsche Carrera Gran Bretaña         | Redline Racing                   | 2                 | 0                 | 0                 | 0                 | 0                 | 14                | 23.º              |
| 2014      | Fórmula Renault 3.5 Series                | Tech 1 Racing                    | 6                 | 0                 | 0                 | 0                 | 1                 | 20                | 20.º              |
| 2014      | GP2 Series                                | Hilmer Motorsport                | 2                 | 0                 | 0                 | 0                 | 0                 | 0                 | 32.º              |
| 2015      | Fórmula Renault 3.5 Series                | Arden Motorsport                 | 17                | 0                 | 0                 | 1                 | 0                 | 55                | 11.º              |
| 2015      | Copa Porsche Carrera Gran Bretaña         | Samsung SUHD TV Racing           | 8                 | 0                 | 0                 | 0                 | 1                 | 72                | 11.º              |
| 2015      | GP2 Series                                | MP Motorsport                    | 8                 | 0                 | 0                 | 0                 | 0                 | 0                 | 27.º              |
| 2016      | GP2 Series                                | DAMS                             | 22                | 0                 | 0                 | 0                 | 1                 | 23                | 16.º              |
| 2017      | Campeonato de Fórmula 2 de la FIA         | DAMS                             | 21                | 1                 | 0                 | 4                 | 9                 | 178               | 5.º               |
| 2018      | Campeonato de Fórmula 2 de la FIA         | DAMS                             | 24                | 1                 | 0                 | 2                 | 3                 | 91                | 9.º               |
| 2018      | Fórmula México                            | RE Racing                        | 2                 | 2                 | 1                 | 0                 | 2                 | 3                 | 21.º              |
| 2018      | Fórmula 1                                 | Sahara Force India F1 Team       | Piloto de pruebas | Piloto de pruebas | Piloto de pruebas | Piloto de pruebas | Piloto de pruebas | Piloto de pruebas | Piloto de pruebas |
| 2018      | Fórmula 1                                 | Racing Point Force India F1 Team | Piloto de pruebas | Piloto de pruebas | Piloto de pruebas | Piloto de pruebas | Piloto de pruebas | Piloto de pruebas | Piloto de pruebas |
| 2019      | Campeonato de Fórmula 2 de la FIA         | DAMS                             | 24                | 4                 | 0                 | 4                 | 8                 | 214               | 2.º               |
| 2019      | Fórmula 1                                 | ROKiT Williams Racing            | Piloto de pruebas | Piloto de pruebas | Piloto de pruebas | Piloto de pruebas | Piloto de pruebas | Piloto de pruebas | Piloto de pruebas |
| 2020      | Fórmula 1                                 | Williams Racing                  | 17                | 0                 | 0                 | 0                 | 0                 | 0                 | 21.º              |
| 2021      | Fórmula 1                                 | Williams Racing                  | 22                | 0                 | 0                 | 0                 | 0                 | 7                 | 17.º              |
| 2022      | Fórmula 1                                 | Williams Racing                  | 22                | 0                 | 0                 | 0                 | 0                 | 2                 | 20.º              |
| Fuente:   |                                           |                                  |                   |                   |                   |                   |                   |                   |                   |

## Resultados

### Campeonato Europeo de Fórmula 3 de la FIA
(Clave) (negrita indica pole position) (cursiva indica vuelta rápida)

| Año  | Equipo          | Motor      | 1        | 2        | 3         | 4         | 5         | 6         | 7         | 8         | 9         | 10        | 11       | 12       | 13       | 14        | 15      | 16        | 17       | 18        | 19       | 20       | 21        | 22        | 23       | 24        | 25       | 26       | 27        | 28        | 29       | 30        | 31    | 32    | 33    | Pos. | Puntos |
| ---- | --------------- | ---------- | -------- | -------- | --------- | --------- | --------- | --------- | --------- | --------- | --------- | --------- | -------- | -------- | -------- | --------- | ------- | --------- | -------- | --------- | -------- | -------- | --------- | --------- | -------- | --------- | -------- | -------- | --------- | --------- | -------- | --------- | ----- | ----- | ----- | ---- | ------ |
| 2013 | Carlin          | Volkswagen | MNZ 1 15 | MNZ 2 16 | MNZ 3 Ret | SIL 1 5   | SIL 2 Ret | SIL 3 10  | HOC 1 23  | HOC 2 22  | HOC 3 15  | BRH 1 Ret | BRH 2 27 | BRH 3 7  | RBR 1 5  | RBR 2 Ret | RBR 3 7 | NOR 1 Ret | NOR 2 19 | NOR 3 Ret | NÜR 1 19 | NÜR 2 17 | NÜR 3 21  | ZAN 1 8   | ZAN 2 11 | ZAN 3 Ret | VAL 1 17 | VAL 2 11 | VAL 3 Ret | HOC 1 12  | HOC 2 13 | HOC 3 Ret |       |       |       | 15.º | 45     |
| 2014 | Prema Powerteam | Mercedes   | SIL 1 6  | SIL 2    | SIL 3 4   | HOC 1 Ret | HOC 2 6   | HOC 3 Ret | PAU 1 Ret | PAU 2 17† | PAU 3 Ret | HUN 1 22  | HUN 2 9  | HUN 3 10 | SPA 1 13 | SPA 2 7   | SPA 3 5 | NOR 1 4   | NOR 2 8  | NOR 3 Ret | MSC 1 7  | MSC 2 8  | MSC 3 17† | RBR 1 Ret | RBR 2 8  | RBR 3 4   | NÜR 1 13 | NÜR 2 10 | NÜR 3 Ret | IMO 1 Ret | IMO 2 6  | IMO 3 4   | HOC 1 | HOC 2 | HOC 3 | 10.º | 128    |

- † El piloto se retiró, pero se clasificó al completar el 90% de la distancia de carrera del ganador.

### GP2 Series
(Clave) (negrita indica pole position) (cursiva indica vuelta rápida puntuable)

| Año  | Escudería         | 1   | 1   | 2   | 2   | 3   | 3   | 4   | 4   | 5   | 5   | 6   | 6   | 7   | 7   | 8   | 8   | 9   | 9   | 10  | 10  | 11  | 11  | Pos. | Puntos | Ref.  |
| ---- | ----------------- | --- | --- | --- | --- | --- | --- | --- | --- | --- | --- | --- | --- | --- | --- | --- | --- | --- | --- | --- | --- | --- | --- | ---- | ------ | ----- |
| 2014 | Hilmer Motorsport | SAK | SAK | BAR | BAR | MON | MON | SPI | SPI | SIL | SIL | HOC | HOC | BUD | BUD | SPA | SPA | MNZ | MNZ | SOC | SOC | YMC | YMC | 32.º | 0      | [ 4 ] |
| 2014 | Hilmer Motorsport |     |     |     |     |     |     |     |     |     |     |     |     |     |     |     |     |     |     |     |     | 22  | 17  | 32.º | 0      | [ 4 ] |
| 2015 | MP Motorsport     | SAK | SAK | BAR | BAR | MON | MON | SPI | SPI | SIL | SIL | BUD | BUD | SPA | SPA | MNZ | MNZ | SOC | SOC | SAK | SAK | YMC | YMC | 27.º | 0      | [ 6 ] |
| 2015 | MP Motorsport     |     |     |     |     |     |     |     |     |     |     | 15  | 14  |     |     |     |     | 18  | 14  | 14  | 11  | Ret | C   | 27.º | 0      | [ 6 ] |
| 2016 | DAMS              | BAR | BAR | MON | MON | BAK | BAK | SPI | SPI | SIL | SIL | BUD | BUD | HOC | HOC | SPA | SPA | MNZ | MNZ | KUA | KUA | YMC | YMC | 16.º | 23     | [ 8 ] |
| 2016 | DAMS              | 2   | 7   | Ret | Ret | Ret | 13  | 10  | Ret | 11  | 10  | 16  | 12  | 14  | 17  | 13  | 9   | 16  | 15  | 14  | 10  | 9   | 12  | 16.º | 23     | [ 8 ] |

### Campeonato de Fórmula 2 de la FIA
(Clave) (negrita indica pole position) (cursiva indica vuelta rápida puntuable)

| Año  | Escudería | 1   | 1   | 2   | 2   | 3   | 3   | 4   | 4   | 5   | 5   | 6   | 6   | 7   | 7   | 8   | 8   | 9   | 9   | 10  | 10  | 11  | 11  | 12  | 12  | Pos. | Puntos | Ref.   |
| ---- | --------- | --- | --- | --- | --- | --- | --- | --- | --- | --- | --- | --- | --- | --- | --- | --- | --- | --- | --- | --- | --- | --- | --- | --- | --- | ---- | ------ | ------ |
| 2017 | DAMS      | SAK | SAK | BAR | BAR | MON | MON | BAK | BAK | SPI | SPI | SIL | SIL | BUD | BUD | SPA | SPA | MNZ | MNZ | JER | JER | YMC | YMC |     |     | 5.º  | 178    | [ 10 ] |
| 2017 | DAMS      | 11  | 4   | 6   | 3   | Ret | 13  | 3   | 3   | 2   | 8   | 8   | 1   | 2   | 6   | DNS | 9   | 3   | 16  | 4   | 2   | 5   | 3   |     |     | 5.º  | 178    | [ 10 ] |
| 2018 | DAMS      | SAK | SAK | BAK | BAK | BAR | BAR | MON | MON | LEC | LEC | SPI | SPI | SIL | SIL | BUD | BUD | SPA | SPA | MNZ | MNZ | SOC | SOC | YMC | YMC | 9.º  | 91     | [ 16 ] |
| 2018 | DAMS      | 11  | 10  | 5   | 3   | 14  | 8   | 9   | 8   | 7   | 8   | 11  | 8   | 17  | 16  | Ret | 16  | 8   | 1   | 5   | 4   | 2   | Ret | Ret | 15  | 9.º  | 91     | [ 16 ] |
| 2019 | DAMS      | SAK | SAK | BAK | BAK | BAR | BAR | MON | MON | LEC | LEC | SPI | SPI | SIL | SIL | BUD | BUD | SPA | SPA | MNZ | MNZ | SOC | SOC | YMC | YMC | 2.º  | 214    | [ 22 ] |
| 2019 | DAMS      | 1   | 3   | 4   | 1   | 1   | 6   | 13  | 10  | 5   | 6   | 9   | 6   | 2   | 5   | 1   | 7   | C   | C   | 13  | 10  | 2   | 4   | 7   | 2   | 2.º  | 214    | [ 22 ] |

### Fórmula 1
(Clave) (negrita indica pole position) (cursiva indica vuelta rápida)

| Año     | Escudería                        | 1       | 2       | 3      | 4      | 5      | 6      | 7      | 8      | 9       | 10     | 11      | 12      | 13     | 14      | 15      | 16      | 17      | 18      | 19     | 20      | 21     | 22      | Pos. | Puntos |
| ------- | -------------------------------- | ------- | ------- | ------ | ------ | ------ | ------ | ------ | ------ | ------- | ------ | ------- | ------- | ------ | ------- | ------- | ------- | ------- | ------- | ------ | ------- | ------ | ------- | ---- | ------ |
| 2018    | Sahara Force India F1 Team       | AUS     | BHR     | CHN    | AZE    | ESP    | MON    | CAN TD | FRA    | AUT     | GBR    | GER TD  | HUN     |        |         |         |         |         |         |        |         |        |         |      |        |
| 2018    | Racing Point Force India F1 Team |         |         |        |        |        |        |        |        |         |        |         |         | BEL    | ITA     | SIN     | RUS TD  | JPN     | USA TD* | MEX TD | BRA TD  | ABU    |         |      |        |
| 2019    | ROKiT Williams Racing            | AUS     | BHR     | CHN    | AZE    | ESP    | MON    | CAN TD | FRA TD | AUT     | GBR    | GER     | HUN     | BEL TD | ITA     | SIN     | RUS     | JPN     | MEX TD  | USA TD | BRA TD  | ABU TD |         |      |        |
| 2020    | Williams Racing                  | AUT 11  | EST 17  | HUN 19 | GBR 15 | 70A 19 | ESP 18 | BEL 16 | ITA 11 | TOS Ret | RUS 16 | EIF 14  | POR 18  | EMI 11 | TUR Ret | BHR 14  | SAK Ret | ABU 17  |         |        |         |        |         | 21.º | 0      |
| 2021    | Williams Racing                  | BHR 18† | EMI Ret | POR 18 | ESP 16 | MON 15 | AZE 16 | FRA 18 | EST 17 | AUT 16  | GBR 14 | HUN 7   | BEL 9~  | NED 16 | ITA 11  | RUS 19† | TUR 17  | USA 15  | MEX 17  | SÃO 16 | QAT Ret | ARA 12 | ABU Ret | 17.º | 7      |
| 2022    | Williams Racing                  | BHR 16  | ARA Ret | AUS 16 | EMI 16 | MIA 14 | ESP 16 | MON 15 | AZE 15 | CAN 16  | GBR 12 | AUT Ret | FRA Ret | HUN 18 | BEL 18  | NED 18  | ITA 15  | SIN Ret | JPN 9   | USA 17 | MEX 18  | SÃO 16 | ABU 19† | 20.º | 2      |
| Fuente: |                                  |         |         |        |        |        |        |        |        |         |        |         |         |        |         |         |         |         |         |        |         |        |         |      |        |

- * Fue inscrito como tercer piloto, pero no corrió debido al mal tiempo.